# Anomie
Pour les articles homonymes, voir Anomie (homonymie).
L'anomie (du grec ἀνομία / anomía, du préfixe ἀ- a- « absence de » et νόμος / nómos « loi, ordre, structure ») est un concept de poïétique désignant l'état d'un être ou d'une société qui ne reconnaît plus de règles communes.

## Appréhension par les sociologues et les philosophes
Les oppositions auxquelles les intellectuels ont fait face les ont conduits à envisager l'anomie et à l'appréhender comme un symbole à défaut de pouvoir en faire une réalité.

### Vecteur de créativité
Le terme d'anomie apparaît pour la première fois sous la plume du philosophe Jean-Marie Guyau dans Esquisse d’une morale sans obligation ni sanction (1885).

« L'anomie, pour Guyau, est créatrice de formes nouvelles de relations humaines, d'autonomies qui ne sont pas celles d'une référence à des normes constituées, mais ouvertes sur une créativité possible. Elle ne résulte pas, comme chez Durkheim, d'un trouble statistique, elle incite l'individu à des sociabilités jusque-là inconnues — dont il dira que la création artistique est la manifestation la plus forte. »

— Jean Duvignaud, Hérésie et subversion. Essais sur l'anomie
Le philosophe et économiste Friedrich Hayek parlait d'anomie avec la même intention.[réf. nécessaire]

### Menace pour la société
Le terme d'anomie est notamment utilisé pour caractériser des collectivités lorsqu'elles souffriraient du chaos dû à l'absence de règles de bonne conduite communément admises.

#### Conséquence d'une politique antisociale
Une anomie pourrait être suscitée par une propagande promouvant l'isolement ou même la prédation plutôt que la coopération. Ce serait la manifestation d'une politique antisociale.

« Si l'anomie est un mal, c'est avant tout parce que la société en souffre, ne pouvant se passer, pour vivre, de cohésion et de régularité. Une réglementation morale ou juridique exprime donc essentiellement des besoins sociaux que la société seule peut connaître. »

— Émile Durkheim, De la division du travail social

#### Conséquence d'une mauvaise gestion des groupes dépolitisés
Robert K. Merton s'est intéressé à l'anomie à la fin des années 1930 et a dressé une liste de conditions à respecter pour l'éviter :
- les buts culturels comme souhaits et attentes des membres de la société ;
- des normes, qui prescrivent les moyens permettant aux gens d'atteindre leur but ;
- la répartition de ces moyens.

Ainsi, l'administration publique doit prendre en compte les groupes sociaux composés de personnes dépolitisées dont les attentes sont légitimes, et adapter la culture à leurs cas, sans quoi ces groupes pourront légitimement faire connaître l'anomie à la société. Cela définit un compromis selon lequel les individus ignorés par la politique doivent être absolument pris en compte par la culture.

### Le suicide anomique
En 1897, Émile Durkheim évoque l'anomie dans son livre Le Suicide, sur les causes de celui-ci, pour décrire une situation sociale caractérisée par la perte ou l'effacement des valeurs (morales, religieuses, civiques…) et le sentiment associé d'aliénation et d'irrésolution. Un tel recul des valeurs conduirait à la destruction de l'ordre social : les lois et les règles ne pourraient plus garantir la régulation sociale.
L'anomie est caractérisée par le manque de régulation de la société sur l'individu. Les désirs individuels ne sont plus bornés, et ainsi le suicide est associé à un « mal de l'infini ». Durkheim appelle cela le « suicide anomique ».

« L’anomie est donc, dans nos sociétés modernes, un facteur régulier et spécifique des suicides ; elle est une des sources auxquelles s’alimente le contingent annuel. […] [Le suicide anomique] diffère en ce qu’il dépend, non de la manière dont les individus sont attachés à la société, mais de la façon dont elle les réglemente. »

— Émile Durkheim, Le Suicide
Durkheim distingue comme causes du suicide :
- l'anomie domestique, qui survient au sein de la famille, notamment après un évènement tel qu'un divorce ;
- l'anomie à l'échelle de la société, lorsque celle-ci a subi d'importants bouleversements politiques (guerre, changement de régime, avancée technologique, nouvelle préoccupation scientifique…).

## Confusion avec l'anarchie
L'idée selon laquelle l'anarchie mène nécessairement à l'anomie est répandue et est au cœur des oppositions à l'anarchie.
Les anarchistes s'en défendent. Pour eux, les sociétés actuelles, hiérarchisées, créent le chaos plutôt que l'ordre. À l'opposé, les anarchistes conçoivent :
- l'établissement d'un ordre collectif, juste et égalitaire ;
- l'union de l'anarchie et de l'ordre (l'ordre moins le pouvoir[5]), représentée par le symbole traditionnel de l'anarchie, le A cerclé ;
- la célèbre maxime de Pierre-Joseph Proudhon : « La plus haute perfection de la société se trouve dans l'union de l'ordre et de l'anarchie » ;
- cette citation de Hem Day : « On ne le dira jamais assez, l’anarchisme, c’est l’ordre sans le gouvernement ; c’est la paix sans la violence. C’est le contraire précisément de tout ce qu’on lui reproche, soit par ignorance, soit par mauvaise foi. »